# فابيانو إلر
فابيانو إلر دوس سانتوس (بالبرتغالية: Fabiano Eller‏)، من مواليد 16 نوفمبر 1977 في لينهارس في البرازيل، لاعب كرة قدم برازيلي.
بدأ مسيرته الكروية مع نادي فاسكو دي غاما في عام 1996، ولعب معهم حتى عام 2001، وشارك معهم في 35 مباراة وسجل 5 أهداف، وفي عام 2002 انتقل إلى نادي بالميراس، ولعب معهم 9 مباريات وسجل هدف واحد، وفي موسم 2003/2004 انتقل إلى نادي فلامنغو، ولعب معهم 50 مباراة وسجل هدفين، وأعير في عام 2004 إلى نادي الوكرة القطري، وفي عام 2005 انتقل إلى نادي فلومينيزي، ولعب معهم 6 مباريات، وفي عام 2005 انتقل إلى نادي ترانزبور التركي، ولعب معهم 11 مباراة، وفي موسم 2006/2007 أعير إلى نادي إنترناسيونال البرازيلي، ولعب معهم 56 مباراة وسجل 4 أهداف، ومنذ عام 2007 وهو يلعب مع نادي أتلتيكو مدريد الإسباني.

## روابط خارجية
- فابيانو إلر على موقع الاتحاد الدولي (مؤرشف)  (الإنجليزية)
- فابيانو إلر على موقع اتحاد تركيا (لاعب) (الإنجليزية)
- فابيانو إلر على موقع قاعدة بيانات كرة القدم.إي يو (الإنجليزية)
- فابيانو إلر على موقع بيانات كرة القدم. دي إي (الألمانية)
- فابيانو إلر على موقع ناشيونال فوتبول تيمز (الإنجليزية)
- فابيانو إلر على موقع Soccerway.com (الإنجليزية)
- فابيانو إلر على موقع عالم كرة القدم.نت (الإنجليزية)